# National Review
National Review (NR) is een Amerikaans tijdschrift van conservatieve signatuur opgericht door William F. Buckley Jr. in 1955. Het blad wordt geschreven vanuit New York, en verschijnt elke twee weken.